# 作務衣

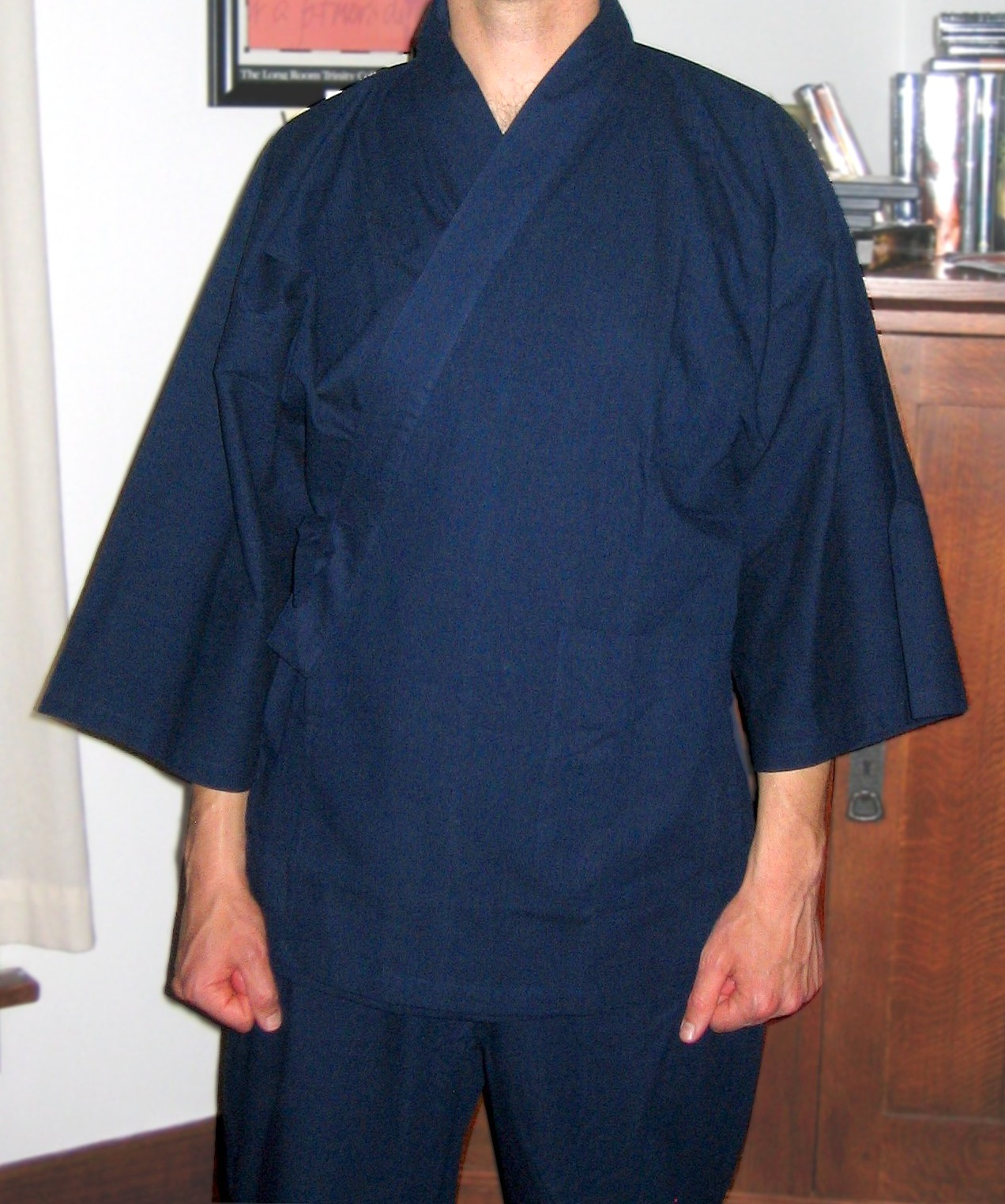
作務衣（着衣状態）

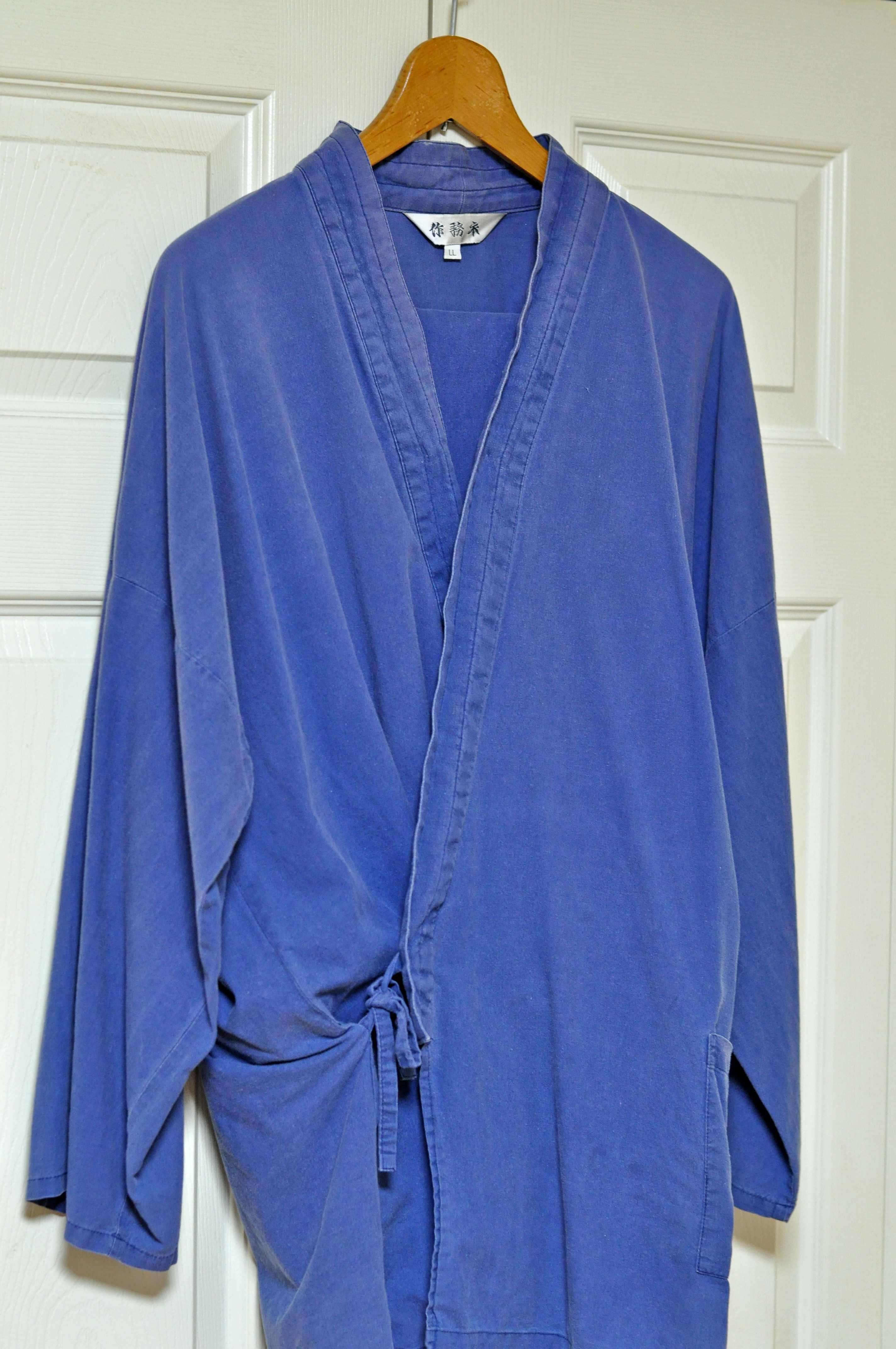
作務衣（吊るし状態）

作務衣（さむえ、さむい）は、禅宗の僧侶が務め、日々の雑事（作務）を行うときに着る衣のことである。
「作務衣」は本来、作務を行う時に着るもの全般をさし、特定の形が決まっているわけではなかった。僧侶が掃除や薪割り、畑仕事など寺院を維持するための労働を行う時に着用する。作業着であるため、正式の坐禅や法要の時には着用しない。
現在のような形の作務衣があらわれた時期ははっきりしないが古くとも明治以前にさかのぼるものではなく、一説には昭和40年代に永平寺で用いられたものが最初であるとされる。原形は着物の上に着た上っ張りともんぺで、実際に当初のものは着物の袖を納めるために現在よりも上衣の袖が太かった。「長作務衣」と呼ばれる上衣の裾が長いものもあり、曹洞宗の僧侶が外出時などに着用する。袖口と足首の部分は埃やゴミが入らないよう、ゴム紐などで絞ってあるものが多い。
素材は麻や綿のほかポリエステルも多い。僧堂において大衆と呼ばれる修行僧は黒色、住職など一定以上の資格をみとめられた僧侶は藍や茶など黒以外の色を着用する場合が多い。
日蓮正宗の僧侶は似たようなもので「事務衣」（じむころも）も所持している。事務衣は法要や勤行の時以外に着用する。袈裟を通す紐が付けられており、指導会や会議等では事務衣に小袈裟を着用する。色は通常、ねずみ色である。
神社の神職も作務衣を用いるが、その多くは白色である。その名称は「作業衣」または「白作務衣」などと言う。また作業袴もある。巫女専用の作務衣もあり、上下緋色木綿製のものなどが流通している。
身体を締め付けず着用しやすいため、現在では僧侶固有のものとしてではなく甚平と共に単なる部屋着の一種として扱われることも多く、熱心な愛好者もいる。一般用には上衣の上に羽織るちゃんちゃんこが付属したり、素材も刺子やキルト地など、僧侶用とは大きく異なる製品もある。
量販店などでは甚平を作務衣と誤表記して販売しているところもみられる。